# Gonipterus scutellatus
Gonipterus scutellatus là một loài côn trùng trong họ Curculionidae. Loài này được Gyllenhal miêu tả khoa học đầu tiên năm 1833.
Đây là loài gây hại của các cây trong chi Eucalyptus spp., phát triển phổ biến ở Chile.